# Jesse Walter Fewkes

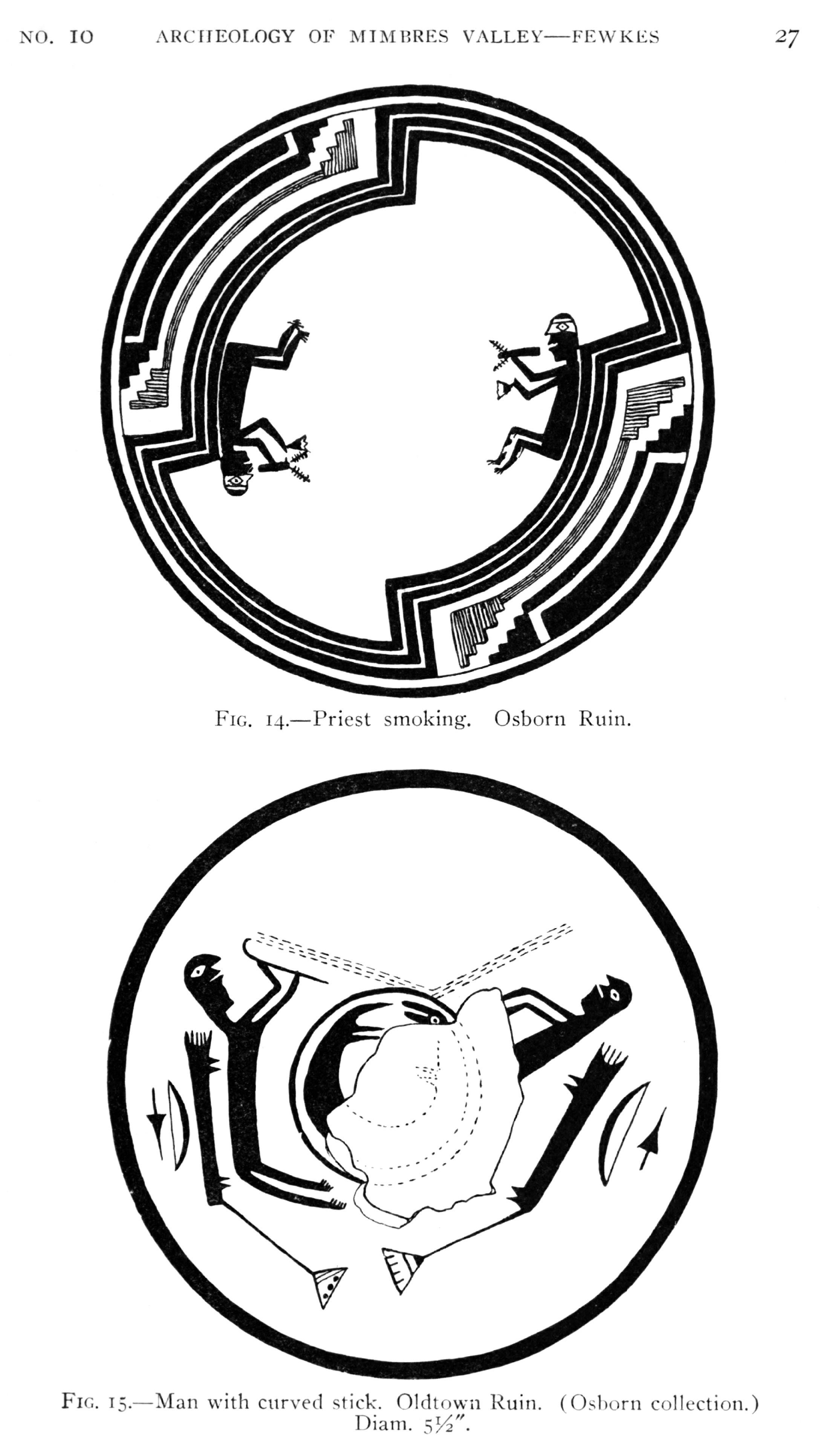
Planche dans "Archaeology of the lower Mimbres valley, New Mexico" par J. Walter Fewkes, 1914

Jesse Walter Fewkes (14 novembre 1850  - 31 mai 1930) est un anthropologue, archéologue, écrivain et naturaliste américain.

## Biographie
Fewkes nait à Newton, Massachusetts, et suit d'abord une formation de zoologiste à l'Université Harvard. Il se tourne ensuite vers les études ethnologiques des tribus indigènes du sud-ouest américain.
En 1889, avec la démission du célèbre ethnologue Frank Hamilton Cushing, Fewkes devient le chef de l'expédition archéologique Hemenway Southwestern, du nom de sa patronne Mary Tileston Hemenway (en). Dans le cadre de ce projet, Fewkes documente le mode de vie et les rituels existants des tribus Zuñis et Hopi.
Fewkes est le premier homme à utiliser un phonographe pour enregistrer les peuples autochtones à des fins d'étude. Il teste son utilisation chez les Passamaquoddy dans le Maine, avant de se rendre dans le sud-ouest pour faire ses enregistrements des Zuñis(1890) et des Hopi (1891). Benjamin Ives Gilman (en) utilisa ces enregistrements pour montrer qu'ils utilisaient des intervalles musicaux différents de ceux de la gamme tempérée occidentale. En plus des enregistrements, il écrivit des descriptions historiquement précieuses de la musique et de la pratique musicale.

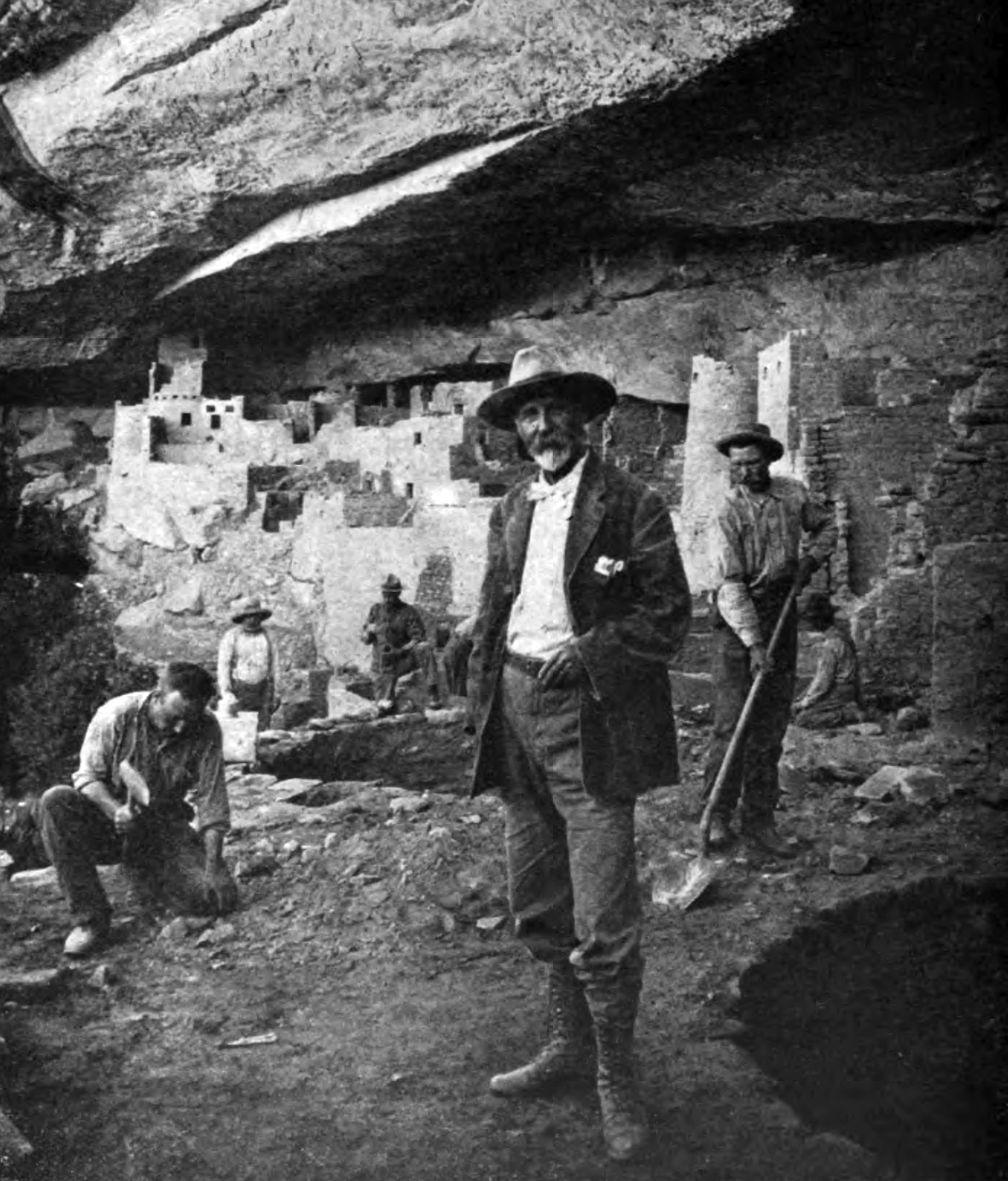
J.Walter Fewkes dans les habitations des falaises de Mesa Verde vers 1910.

Fewkes étudia les ruines d'un certain nombre de cultures dans le sud-ouest américain et écrivit de nombreux articles et livres bien accueillis[réf. nécessaire]. Il supervisa l'excavation des ruines de Casa Grande dans le sud de l'Arizona, un site Hohokam et les ruines de Mesa Verde dans le sud du Colorado, un ancien site de Pueblo. Il s'intéressa particulièrement  aux variantes et aux styles de la poterie préhistorique du sud-ouest de l'Inde, produisant un certain nombre de volumes avec des illustrations soigneusement dessinées. Son travail sur les styles de poterie Mimbres et Sikyátki (en) finalement conduisit à la reproduction de plusieurs de ces formes et images traditionnelles. La céramiste Hopi Nampeyo devint son ami et reproduisit les dessins traditionnels nouvellement documentés dans son propre travail[réf. nécessaire].
En étudiant les rituels religieux et les festivités des Indiens Hopi, Fewkes compila des descriptions et des dessins du Katsinam des Hopis. Il chargea plusieurs artistes Hopi, bien informés dans le culte Katsina et peu influencé par la production artistique extérieure, de produire des séries de peintures des êtres surnaturels des Hopis, le Katsinam. Ce Codex Hopi, un manuscrit de tous les Hopi Katsinam connus, fut la première documentation permanente des artistes de cérémonie et préserva l'existence du Katsinam qui, autrement, aurait pu cesser d'exister.

Fewkes fut l'une des premières voix se manifestant pour la préservation gouvernementale des sites antiques dans le sud-ouest américain. Au milieu des années 1890, le vandalisme de ces sites se répandit. Dans l'American Anthropologist d'août 1896, Fewkes décrivit une grande habitation en falaise (en) appelée Palatki (en), ou « Red House », située dans le pays de Red Rock au sud-ouest de Flagstaff, Arizona, et fit appel à une législation protectrice.
Si cette destruction des falaises du Nouveau-Mexique, du Colorado et de l'Arizona se poursuit au même rythme au cours des cinquante prochaines années que dans le passé, ces habitations uniques seront pratiquement détruites, et à moins que des lois ne soient promulguées, soit par États ou par le gouvernement général, pour leur protection, à la fin du XIXe siècle, nombre des monuments les plus intéressants des peuples préhistoriques de notre Sud-Ouest ne seront guère plus que des monticules de débris au pied des falaises. Un esprit commercial conduit à des fouilles imprudentes pour des objets à vendre, et les murs sont impitoyablement renversés, les bâtiments démolis dans l'espoir de gagner quelques dollars. La désignation appropriée de la façon dont nos antiquités sont traitées est le vandalisme. Les étudiants qui nous suivront, quand ces falaises seront toutes disparues et leurs objets instructifs éparpillés par l'avidité des commerçants, s'étonneront de notre indifférence et désigneront notre négligence par son nom propre. Il serait sage de légiférer pour empêcher autant que possible ce vandalisme et de remettre toute fouille de ruines entre des mains expérimentées.
Ses recherches sur les sites précolombiens de Porto Rico, d'Haïti, de Cuba, de Trinidad et des Petites Antilles ont abouti à son livre de 1907 «Aborigines of Porto Rico and Neighboring Islands». C'est un texte acclamé de l'archéologie primitive.
Fewkes rejoignit le Smithsonian 's Bureau of American Ethnology en 1895, devenant son directeur en 1918.

## Publications
- The Group of Tusayan Ceremonials Called Katcinas. The Smithsonian Institution; BAE Annual Report 1897 pp. 245–313.
- A Theatrical Performance at Walpi. Washington DC.: Washington Academy of Sciences Vol II, 1900. pp605–629.
- Hopi Katcinas Drawn by Native Artists. The Smithsonian Institution; BAE Annual Report 1903 pp 3–126
- The Mimbres:  Art and Archaeology.  Avanyu Publishing, Albuquerque, New Mexico, republished 1993.  (ISBN 978-0-936755-10-6).

--a reprint of three papers published by the Smithsonian Institution between 1914 and 1924.
- Hopi Snake Ceremonies; Avanyu Publishing Inc. Albuquerque, New Mexico 1986. Republication of selected works Bureau of American Ethnology Annual Report Nos. 16 and 19 for the years 1894–1895 and 1897–1898.

## Remarques
1. ↑  Pecina, Ron and Pecina, Bob. Hopi Kachinas: History, Legends, and Art. Schiffer Publishing Ltd. 2013;  (ISBN 978-0-7643-4429-9). Pp 26–29